# أبو عبيدة حسن
أبو عبيدة حسن كان مطربا سودانيا من الولاية الشمالية تخصص في أغنية الطمبور. اكتسب شهرة في الأغنية السودانية في زمن محمد وردي وأبو عركي البخيت وعثمان حسين. عانى من علة أصابت أصابع اليدين، ما حرمه من عزف العود، ومكث في المستشفى ولم يغادره حتى 2009.

## أعمال
من أغانيه المشهورة التي ترددها قنوات الراديو هناك:
- عقد الجواهر[1][2]
- يا النسيتنا وما زرتنا[1][2]
- ما رضيناها ليك «إنتي تبري من الألم»[1][2]